# Estudio Op. 25, n.º 7 (Chopin)
El Estudio Op. 25 n.º 7 en Do sostenido menor es un estudio para piano solo compuesto por Fryderyk Chopin en el año 1834. Forma parte del Op. 25, que fue escrito entre 1832 y 1836, así que fue publicado junto a los otros once estudios de ese conjunto en 1837.
Este estudio se diferencia de forma muy marcada de la gran mayoría de estudios de Chopin, pues se aleja del virtuosismo (aunque tiene pasajes complejos para la mano izquierda) y se centra, en cambio, en la expresividad de las frases y en la perfección del sonido, en especial en la mano izquierda, que lleva la melodía en la mayor parte de la pieza. La derecha acompaña con emotivos acordes que, al ser más agudos y al ser tocados con la misma intensidad que la melodía, no se subordinan a ella, sino que suponen un perfecto complemento.
Este estudio también es conocido con el título de "Au violoncelle" o "Cello". Esto se debe a la grave melodía de la mano izquierda, que recuerda a la música de un violonchelo porque las notas están a una altura similar. Posiblemente Chopin se inspiro en el 2.º acto de la opera "Norma" de Vicenzo Bellini de 1831 (Dormono entrambi) ya que tanto la idea de la  introducción a modo de un solo de cello, como la melodía tienen grandes similitudes.

## Estructura

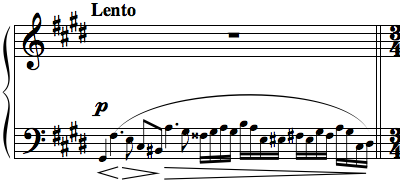
Introducción del Estudio Op. 25 n.º 7, "Au violoncelle".

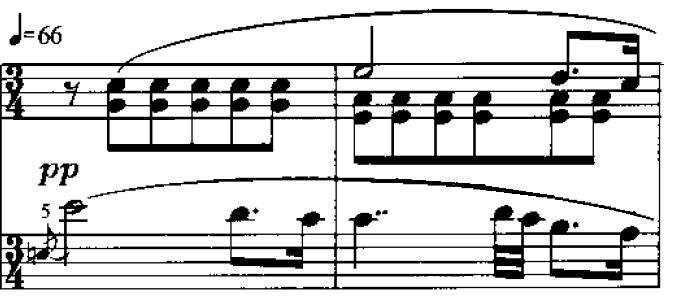
Fragmento que sigue a la introducción.

Todo el estudio debe interpretarse con tempo Lento (exactamente 66 BPM), de acuerdo con la primera edición alemana. Exceptuando los compases números 26, 27 y 52, que presentan pasajes rápidos para la mano izquierda, el estudio es bastante claro y elemental en cuanto al ritmo, aunque no sucede lo mismo con la armonía.
El tema principal se repite en cuatro ocasiones a lo largo de la pieza. Entre ellas encontramos variaciones moduladas de otras melodías y cadencias.